# Clubiona subrostrata
Clubiona subrostrata este o specie de păianjeni din genul Clubiona, familia Clubionidae, descrisă de Zhang și Hu, 1991. Conform Catalogue of Life specia Clubiona subrostrata nu are subspecii cunoscute.